# Actinidia cylindrica
Actinidia cylindrica är en tvåhjärtbladig växtart som beskrevs av Chou Fen g Liang. Actinidia cylindrica ingår i släktet aktinidiasläktet, och familjen Actinidiaceae. Utöver nominatformen finns också underarten 